# Tobie Mimboe
Tobie Bayard Mimboe (Yaoundé, 30 de junho de 1964) é um ex-futebolista camaronês.

## Carreira
Mimboe iniciou a carreira aos 25 anos, pelo Olympic Mvolyé, vencendo a Copa de Camarões em 1992. Em 14 anos como profissional, jogou entre 1993 e 1996 por Deportivo Recoleta, Atlético Colegiales, 12 de Octubre e Cerro Porteño (todos do Paraguai), San Lorenzo (Argentina), Gençlerbirliği (Turquia), Shenyang Haishi (China) e The Strongest (Bolívia), voltando ao Paraguai em 2004, pendurando as chuteiras aos 40 anos de idade, no Sportivo Luqueño.

## Seleção
Com a Seleção Camaronesa, disputou 42 partidas entre 1992 e 1998, sem marcar gols.
Preterido para a Copa de 1994, participou de 2 edições da Copa das Nações Africanas, em 1996 e 1998, mas foi esquecido por Claude Le Roy para a Copa da França.

## Idade
Mimboe ficou também conhecido por apresentar 3 certidões de nascimento diferentes: quando assinou com o Gençlerbirliği, seus documentos provaram que ele nascera em 1974 (24 anos); em 1998, o jogador teria 28 anos (portanto, o ano de nascimento seria 1970); sua idade oficial foi provada em 1996, quando os documentos trazidos do Paraguai confirmaram que Mimboe nascera em 1964.

## Links
- Tobie Mimboe em National-Football-Teams.com